# Manilkara longifolia
Manilkara longifolia е вид растение от семейство Sapotaceae. Видът е застрашен от изчезване.

## Разпространение
Разпространен е в Бразилия (Баия и Еспирито Санто).